# Линн Линтон, Элиза
Элиза Линн Линтон (англ. Eliza Lynn Linton; 10 февраля 1822[…], Кесуик, Камбрия — 14 июля 1898[…], Вестминстер, Большой Лондон) — английская писательница (автор более 20 романов), первая женщина—журналистка в Великобритании жена Уильяма Джеймса Линтона. Несмотря на её новаторскую роль независимой женщины, многие из её эссе имели сильный антифеминистский уклон.

## Биография
Элиза Линн родилась 10 февраля 1822 года в городке Кесуик в английском графстве Камбрия; была младшей из двенадцати детей преподобного Джеймса Линна, викария Кростуэйта, и его жены Шарлотты, дочери епископа Карлайла. 

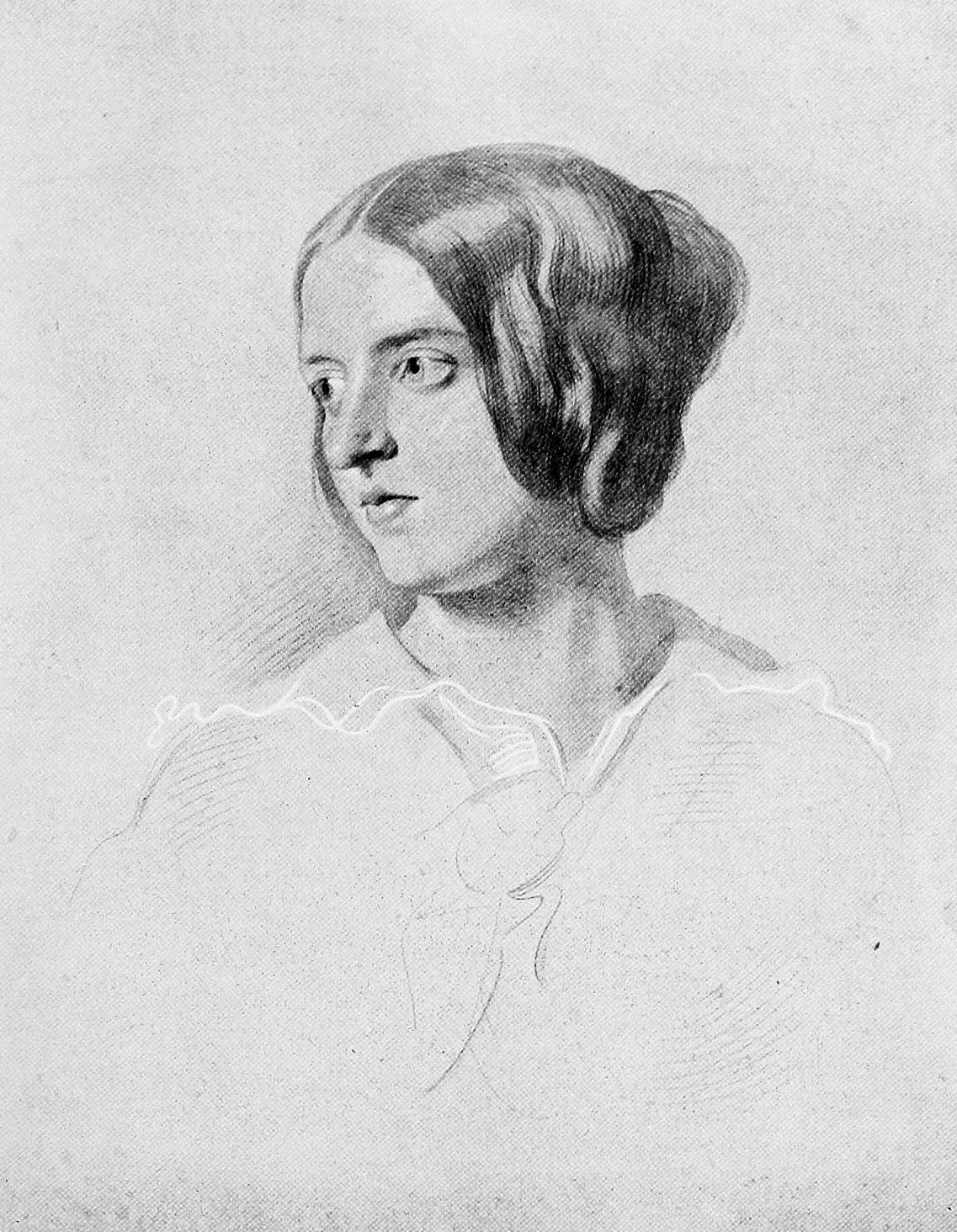
Элиза Линн в юности

Смерть её матери, когда Элизе Линн было всего пять месяцев от роду, привела к хаотичному воспитанию, в котором она была в основном самоучкой. В 1845 году она уехала из дома, чтобы зарабатывать на жизнь в Лондоне в качестве литератора.
Линн впервые заявила о себе на литературном поприще выступив в 1846 году с романом «Azeth the Egyptian», за которым последовали «Amymone» и «Realities», роман из современной жизни (1851). Эти произведения были довольно тепло встречены читателями и литературными критиками.
Переехав в Париж, Элиза Линн, в 1858 году, вышла замуж за Уильяма Джеймса Линтона, выдающегося резчика по дереву, который также был известным поэтом, писателем о своем ремесле и чартистским агитатором. Она переехала в его ветхий дом, Брантвуд, в Озёрном крае, вместе с семью детьми Линтона от предыдущего брака, и написала там роман, действие которого происходит на местном уровне: «Лиззи Лортон из Грейригга». Супруги также несколько лет жили в Ганг-Мур на окраине Хампстеда. В 1867 году они мирно расстались: её муж уехал в Америку, а Элиза вернулась в британскую столицу, где продолжила свою литературную карьеру.
Из позднейших её произведений наиболее известен роман «The Girl of the Period» и ряд очерков по женскому вопросу, собранных под заглавием «Ourselves» (1867).
В 1889 году Линтон ненадолго вернулась в дом своего детства в Камбрии, чтобы почувствовать себя «здесь наполовину во сне. Это Кесвик, но не Кесвик, поскольку я Элиза Линтон, а не Элиза Линн».
Она умерла в особняке королевы Анны в Вестминстере 14 июля 1898 года; её прах был развеян на кладбище Кростуэйт.